# Stichophthalma nagaensis
Stichophthalma nagaensis är en fjärilsart som beskrevs av Rothschild 1916. Stichophthalma nagaensis ingår i släktet Stichophthalma och familjen praktfjärilar. Inga underarter finns listade i Catalogue of Life.